# 韩国宪法法院
韓國憲法法院（韩语：／ Heonbeop jaepanso */?），是韩国的独立司法裁判机构，主要职能是依据《韩国宪法》进行违宪审查，同时还对弹劾、政党解散、国家机关权限争议等行使审判权。
韓國宪法法院于1988年依据第六共和国《宪法》第六章建立。在1960年到1988年間，韩国仅有过3次宪法审查。而宪法法院成立的头一年，就对400个案件行使了审判权。截至2006年12月31日，韩国宪法法院已经处理了13,945个案件，其中有13,058个案件已经解决、887个案件还在审核中。这些巨大变革主要得益于韩国1987年的六月民主运动，最终导致韩国法院體系變革和法律审查新体系的建立。
韓國史上曾有三位總統和一位代总统遭到國會彈劾並由憲法法院進行審理，其中总统盧武鉉和代总统兼国务总理韩悳洙被憲法法院認定其違法程度不足以令其解除職務，判決駁回；另两位總統朴槿惠和尹锡悦則是被憲法法院認定嚴重違法失職，判決即刻解職。韓國民主化以來僅有统合进步党因違憲而被朴槿惠政府控告並經憲法法院審理后判決解散的政黨。

## 历史
1945年韩国摆脱日本殖民统治恢复独立后，曾多次尝试建立独立的憲法法院来行使司法覆核权。韩国建国前，宪法起草委员会的成员曾就韩国的宪法审查制度是否应遵循美国模式或欧洲大陆模式进行争论。权承烈（音）主张采用仅由最高法院解释宪法的美国制度，而刘珍吴（音）则主张采用设有宪法法院的欧洲模式。由此产生的憲法委員會是这两个提案之间的妥协。根据1948年宪法，该委员会由副总统担任主席，五名成员由一院制国会任命。1952年宪法修正案之后，由三名民议院议员和两名参议院议员任命。此外，大法院长推荐了五名大法官加入该委员会。
宪法委员会虽然拥有审查法律合宪性的权力，但不能独立进行审查，只能在法院提出请求的情况下进行审查，而法院只有在法律合宪性是审理前提的情况下，经主审法官或当事人的请求，由3名法官组成的合议庭裁决，才能请求宪法委员会审查法律的合宪性。与此同时，弹劾审判由专门的弹劾法院审理。该法院由副总统担任主审法官，由五名国会议员和五名大法官组成。总统和副总统之弹劾审判则由大法院长担任主审法官。
李承晚的独裁统治破坏了该委员会的正常运作，其只能审理六起案件，其中两起案件宣布相关法规违宪。1952年宪法修正案确立了两院制立法机构，但李承晚政权拒绝制定参议院选举法。因此，宪法委员会所需的参议院从未成立，导致宪法委员会陷入停顿。
李承晚政权在四·一九运动中被推翻后，韩国通过宪法修正案建立了第二共和国，将韩国的总统制改为议会制。作为修正案的一部分，宪法法院的成立是为了取代现已失去效力的宪法委员会和弹劾法院。根据1960年修正案，总统、参议院和大法院各自指定三名宪法法院法官。尽管设立该法院的立法已于1961年4月通过，但从未执行。次月，朴正熙即通过五一六軍事政變夺取政权，中止宪法并停止法院的组建。
军政府名义上解散后，朴正熙总统强行通过1962年宪法修正案，解散宪法法院，将违宪审查权移交给大法院。弹劾审判则交由专门的彈劾審判委員會审理。该委员会由大法院长担任主席，由五名国会议员和三名大法官组成。大法院长之弹劾审判则由国会议长担任主席。
1971年，大法院根据宪法授权，以11比5的投票结果，废除了《国家赔偿法》第2条，该法案限制了国家对在服役期间受伤的士兵的赔偿责任。朴正熙对这一判决感到愤怒，于次年作出回应，推动了另一项宪法修正案，颁布了《维新宪法》。这是一份以压迫性著称的文件，赋予总统广泛的行政和立法权力。《维新宪法》中有一项条款明确推翻了1971年大法院有关《国家赔偿法》的裁决。此外，参与该裁决的大法官被拒绝连任并被迫退休。
维新宪法（以及第五共和国的后续宪法）废除了弹劾审判委员会，重新设立了宪法委员会，但要求普通法院向委员会提交正式的宪法审查请求，委员会才能行使司法权。由于担心遭到报复（如1971年那样），大法院禁止法院提出此类请求，这使得宪法委员会无能为力。
1987年六月民主运动促成了1987年宪法修改，使韩国走向民主化，建立了第六共和国，并一直延续至今。1987年宪法废除宪法委员会，设立了韩国现代宪法法院，并赋予其审查违宪事务、弹劾审判的权力。该法院做出了韩国当代历史上几项具有里程碑意义的裁决，包括堕胎合法化、朴槿惠弹劾案、尹锡悦弹劾案。 
2024年12月，总统尹锡悦因宣布戒严而遭弹劾，宪法法院再次成为政治战场。当时，宪法法院有三个空缺，引发了韩国国会关于代理总统是否有权填补这些空缺的辩论。在野党共同民主党则认为，代总统可以填补这些职位，并强调总统对国会推荐人选的任命基本上是程序性的。 相比之下，尹锡悦所在的国民力量则坚称，代理总统只有在总统空缺的情况下才能任命法官，而不能在总统停职的情况下任命法官。
12月26日，在野党单方面批准了三名宪法法院法官候选人，而执政党没有参与确认投票。代理总统韩悳洙以需要两党共识为由拒绝任命候选人。对此，共同民主党于同日对韩悳洙提出弹劾动议。该议案于12月27日通过，导致韩悳洙被停职。12月31日，代理总统崔相穆任命鄭桂先和趙漢暢为宪法法院法官，同时拒绝对马恩赫的任命。2025年4月8日，韓悳洙正式任命共同民主党提名的马恩赫为宪法法院法官。

## 職權
憲法法院在《韓國憲法》中自成一章，與大法院共同作為司法獨立的代表機構（憲法法院負責維護憲法，大法院則職司一般案件審判），並基於權力分立原則與代表行政權的總統及代表立法權的國會對立。
具体而言，韩国宪法第六章第111条第1款规定，以下案件由宪法法院专门审查： 
1. 根据法院的要求对法律的合宪性进行审查；
2. 弹劾案；
3. 解散政党案；
4. 国家机构之间、国家机构与地方政府之间以及不同地方政府之间的管辖权纠纷；
5. 依照《宪法法院法》规定的訴願裁判。

## 組成
韓國憲法法院由九名法官组成，任期六年，可連任。憲法法院法官由總統任命，其中三人為總統直接任命，三人由國會提名，另外三人則由大法院（最高法院）院長提名。院長（所長）則由總統自各法官之中擇一任命，並需經國會同意。另按《大韓民國憲法》第112條第2項規定，憲法法院法官不得加入政黨或參加政治活動，以確保其審判獨立性。
韓國憲法法院現有9位法官。
| 肖像 | 姓名   | 提名                  | 任命   | 就任日期       | 學歷     | 備註              |
| ---- | ------ | --------------------- | ------ | -------------- | -------- | ----------------- |
|      | 金尙煥 | 總統 （李在明）       | 李在明 | 2025年7月23日  | 首爾大學 | 第9任宪法法院院长 |
|      | 金炯枓 | 大法院院長 （金命洙） | 尹锡悦 | 2023年3月31日  | 首爾大學 |                   |
|      | 鄭貞美 | 大法院院長 （金命洙） | 尹锡悦 | 2023年4月17日  | 首爾大學 |                   |
|      | 鄭亨植 | 總統 （尹锡悦）       | 尹锡悦 | 2023年12月18日 | 首爾大學 |                   |
|      | 金福馨 | 大法院院長 （曹喜大） | 尹锡悦 | 2024年9月21日  | 首爾大學 |                   |
|      | 趙漢暢 | 国会 （ 國民力量）    | 崔相穆 | 2025年1月1日   | 首爾大學 |                   |
|      | 鄭桂先 | 国会 （ 共同民主党）  | 崔相穆 | 2025年1月1日   | 首爾大學 |                   |
|      | 馬恩赫 | 国会 （ 共同民主党）  | 韓悳洙 | 2025年4月9日   | 首爾大學 |                   |
|      | 吴泳俊 | 總統 （李在明）       | 李在明 | 2025年7月23日  | 首爾大學 |                   |

## 建筑

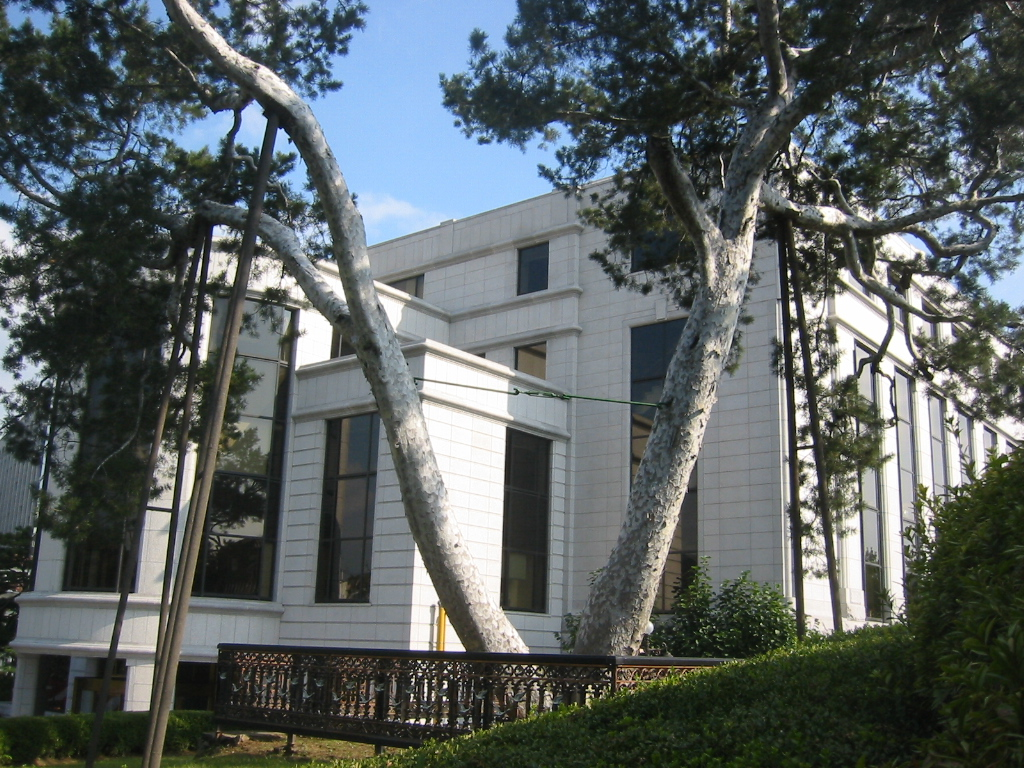
韩国宪法法院大楼侧面

韩国宪法法院位于首尔特别市钟路区斋洞，靠近首尔地铁3号线安国站。该法院由法院大楼和附属建筑组成。这座五层高的法院大楼于 1993 年竣工，采用新古典主义风格设计，将韩国传统与现代技术融为一体。 1993年10月，该建筑荣获第二届韩国建筑奖一等奖。 正门右侧柱子上刻有헌법재판소，意思是宪法裁判所，左边的柱门上刻着헌법재판소 사무처，即宪法裁判所事务处。
主楼内设有法庭、法官办公室、评议室、宪法研究官办公室、以及宪法裁判所事务处工作区等。附楼于2020年4月竣工，是一座三层建筑，旨在增强公众参与度和可达性，包括无障碍功能。它包括一个宪法法院图书馆、一个供游客参观的展览馆，以及宪法裁判所事务处的额外办公空间。 法院通常在每月第二个星期四和最后一个星期四举行公开听证会或裁判会议。持有身份证或护照的游客可以参加这些会议。不过，出于安全原因，单独参观法庭受到限制。 